# Agrostophyllum stipulatum
Agrostophyllum stipulatum là một loài thực vật có hoa trong họ Lan. Loài này được (Griff.) Schltr. mô tả khoa học đầu tiên năm 1912.